# Austria agli XI Giochi olimpici invernali
L'Austria partecipò agli XI Giochi olimpici invernali, svoltisi a Sapporo, Giappone, dal 3 al 13 febbraio 1972, con una delegazione di 40 atleti impegnati in otto discipline.

## Medagliere

### Per discipline
| Sport                 | Oro | Argento | Bronzo | Totale |
| --------------------- | --- | ------- | ------ | ------ |
| Pattinaggio di figura | 1   | 0       | 0      | 1      |
| Sci alpino            | 0   | 2       | 2      | 4      |
| Totale                | 1   | 2       | 2      | 5      |

### Medaglie
| Medaglia | Atleta                | Sport                 | Evento                          |
| -------- | --------------------- | --------------------- | ------------------------------- |
| Oro      | Beatrix Schuba        | Pattinaggio di figura | Pattinaggio di figura femminile |
| Argento  | Annemarie Moser-Pröll | Sci alpino            | Discesa libera femminile        |
| Argento  | Annemarie Moser-Pröll | Sci alpino            | Slalom gigante femminile        |
| Bronzo   | Heini Messner         | Sci alpino            | Discesa libera maschile         |
| Bronzo   | Wiltrud Drexel        | Sci alpino            | Slalom gigante femminile        |